# Babelsberger Konferenz
Die Babelsberger Konferenz vom 2. und 3. April 1958 war eine rechtswissenschaftliche Konferenz, die an der Deutschen Akademie für Staats- und Rechtswissenschaft stattfand. Auf der Konferenz wurden wesentliche Grundlagen für die in der Deutschen Demokratischen Republik (DDR) herrschende Rechtstheorie und vor allem Rechtspraxis gelegt.

## Vorgeschichte
Innerhalb der Rechtswissenschaft der DDR gab es erhebliche Meinungsverschiedenheiten zu fundamentalen Rechtsprinzipien. Karl Polak etwa sah das Rechtsstaatsprinzip als inhaltsleeren politischen Kampfbegriff der bürgerlichen Klassen und die Notwendigkeit des Einheitsstaats unter Aufhebung der Gewaltenteilung als Erfahrung aus dem Scheitern der Weimarer Republik. Weiter sollte bei der Erklärung der Menschenrechte nicht der menschenrechtliche Inhalt, sondern der revolutionäre Akt von Bedeutung sein. Demgegenüber vertrat etwa der Abteilungsleiter im Ministerium für Justiz Thüringen Karl Schultes einen auf realer Demokratie basierenden sozialen Rechtsstaat, der inhaltlich mit ähnlichen Auffassungen Hermann Hellers vergleichbar ist. Der Rechtsphilosoph Arthur Baumgarten vertrat die Auffassung, dass die Gewaltenteilung zwischen Exekutive und Legislative – insbesondere hinsichtlich der Kontrolle der Verwaltung durch die Verwaltungsgerichtsbarkeit – mit der Verfassung der Deutschen Demokratischen Republik von 1949 vereinbar sei.

## Auswirkungen

### Verwaltungsrecht
Aufgrund eines Befehls der Sowjetischen Militäradministration vom 8. Juli 1947 wurde – mit Ausnahme von Berlin und Sachsen-Anhalt – im Gebiet der Sowjetischen Besatzungszone eine Verwaltungsgerichtsbarkeit wieder errichtet. In Art. 138 Abs. 1 der Verfassung der DDR von 1949 wurde die Befugnis der Verwaltungsgerichte auf die Feststellung der Rechtswidrigkeit des Verwaltungshandelns beschränkt. Die Normenkontrolle etwa oblag hingegen der Volkskammer. Mit der Verwaltungsreform von 1952 wurden nicht nur die bisherigen Länder durch die Bezirke ersetzt, sondern auch die Verwaltungsgerichte gänzlich abgeschafft.
Zum Verwaltungsrecht hatte Walter Ulbricht in seinem von Karl Polak formulierten Referat „Die Staatslehre des Marxismus-Leninismus und ihre Anwendung in Deutschland“ auf der Konferenz klargestellt, dass die Trennung zwischen Individuum und Gesellschaft lediglich bürgerlichen Rechtsauffassungen entspreche. Mit seiner Rede stellte er klar, dass es eine auf subjektive Rechte gestützte Verwaltungsrechtssprechung nicht mehr geben könne. Statt einer verwaltungsgerichtlichen Kontrolle wurde das Instrument der Eingabe geschaffen, mit denen sich DDR-Bürger gegen das Verwaltungshandeln wenden konnten. Entscheidungen über Eingaben waren unabhängig von einer Betroffenheit in subjektiven Rechten und von Fristen allerdings für die Verwaltung nicht bindend. Erst 1988 wurde mit dem Gesetz über die Zuständigkeit und das Verfahren der Gerichte zur Nachprüfung von Verwaltungsentscheidungen ein gewisser Verwaltungsrechtsschutz wieder zugelassen. Die gerichtliche Überprüfung war hierbei jedoch zunächst nur auf gesetzlich aufgezählte Tatbestände beschränkt und schloss die Überprüfung von Ermessensentscheidungen und Entscheidungen auf Grund unbestimmter Rechtsbegriffe zusätzlich noch aus. Dies führte etwa bei Klagen, die sich auf Ausreiseerlaubnisse bezogen, dazu, dass die Gerichte diese Klagen ohne mündliche Verhandlung abwiesen. Tatsächlich kam es nach dem Inkrafttreten des Gesetzes während der Dauer der DDR nur zu etwa 750 Klagen, vor allem in Ausreisesachen.